# The Dark Side of the Moon Redux
The Dark Side of the Moon Redux — восьмой студийный альбом британского музыканта Роджера Уотерса выпущенный 6 октября 2023 года. Redux является авторским переосмыслением альбома The Dark Side of the Moon (1973) группы Pink Floyd, в которой Роджер Уотерс состоял с  1965 по 1983 год. Альбом был выпущен к 50-летию оригинальной записи, в которой Уотерс являлся автором всех текстов, автором музыки к трём композициям и соавтором к двум. Redux спродюсирован Уотерсом и Gus Seyffert.

## Об альбоме
В видеообращении к слушателям, опубликованном 28 июля 2023, в преддверии выхода альбома, Уотерс дал объяснение причины воссоздать пластинку. Цель нового альбома не в том, чтобы заменить оригинал, “а в том, чтобы вспомнить оригинал и в качестве дополнения к нему, а также продвинуть работу над оригинальной концепцией. Кстати, мне нравится оригинальная запись, и мне нравится то, что сделал Ники, и то, что сделал Рик, и то, что сделал Дэйв на оригинальной записи”.
Альбом записан медленнее по темпу, и более интимно по сравнению с оригиналом 1973 года, отсутствуют саксофонные и гитарные соло. Благодаря синтезаторам, органу, фортепиано и струнным инструментам пластинка создаёт атмосферу личного общения исполнителя со слушателем. В записи используется терменвокс — один из первых в истории электронных синтезаторов звука, созданный в 1920 году Львом Терменом (есть экспонат в Политехническом Музее Москвы) - это ламповый автогенератор колебаний, с антенной вместо клавиатуры, и от положения рук музыканта относительно антенны возникает звук, как отрывочный так и глиссандо (по сути, для зрителя на концерте, это звуко - визуально - пространственная функция оператора терменвокса, плюс, само поведение музыканта похоже на поведение дирижёра, руководящего не оркестром, а радиоволнами).
Оригинальные стихи дополнены речитативом, стихами и историями, написанными Уотерсом задолго до записи,  усиливающими смысл произведения.

## Список композиций
Все тексты написаны Роджером Уотерсом.
| №                   | Название                   | Длительность |
| ------------------- | -------------------------- | ------------ |
| 1.                  | «Speak to Me»              | 1:54         |
| 2.                  | «Breathe»                  | 3:22         |
| 3.                  | «On the Run»               | 3:47         |
| 4.                  | «Time»                     | 7:19         |
| 5.                  | «The Great Gig in the Sky» | 5:47         |
| 6.                  | «Money»                    | 7:33         |
| 7.                  | «Us and Them»              | 7:36         |
| 8.                  | «Any Colour You Like»      | 3:18         |
| 9.                  | «Brain Damage»             | 4:55         |
| 10.                 | «Eclipse»                  | 2:20         |
| Общая длительность: | Общая длительность:        | 47:51        |

## Участники записи
- Roger Waters — вокал, бас-гитара в «Any Colour You Like», синтезатор VCS3
- Gus Seyffert — бас-гитара, гитара, перкуссия, клаавишные, синтезатор, бэк-вокал
- Joey Waronker — ударные, перкуссия
- Jonathan Wilson — гитара, синтезатор, орган
- Johnny Shepherd — орган, фортепиано
- Via Mardot — терменвокс
- Azniv Korkejian — вокал
- Gabe Noel — струнные аранжировки, струнные, саранги
- Jon Carin — клавишные, гитара на коленях, синтезатор, орган
- Robert Walter — фортепиано в «The Great Gig in the Sky»